# Protonotari
Un protonotari era un oficial de la Cancelleria Reial, cap de la secretaria reial. Actuava com a secretari i fedatari del rei i era present, per exemple, al seu costat, durant les Corts. Les seues funcions estan reglamentades a les Ordinacions de Pere III.